# Округ Шерман (Небраска)
Округ Шерман (енгл. Sherman County) је округ у америчкој савезној држави Небраска.

## Демографија
По попису из 2010. године број становника је 3.152, што је 166 (-5,0%) становника мање него 2000. године.
| Група             | 2000.         | 2010.         |
| Белци             | 3.253 (98,0%) | 3.095 (98,2%) |
| Афроамериканци    | 2 (0,1%)      | 3 (0,1%)      |
| Азијати           | 8 (0,2%)      | 9 (0,3%)      |
| Хиспаноамериканци | 34 (1,0%)     | 31 (1,0%)     |
| Укупно            | 3.318         | 3.152         |